# Arnim Dahl
Pour les articles homonymes, voir Dahl.
Arnim Dahl (né le 12 mars 1922 à Stettin, mort le 3 août 1998 à Wedel) est un cascadeur allemand.

## Biographie
Son père Hermann Dahl (de) est champion d'Allemagne de plongeon et sa mère est une athlète. Arnim Dahl devient champion d'Allemagne des jeunes en plongeon en 1938. Il quitte le gymnasium de Stettin sans diplôme et fait un apprentissage de menuisier et de maçon. Après son service militaire pendant la Seconde Guerre mondiale, Dahl se produit comme clown et artiste à Hambourg en 1946. Il montre un penchant pour les numéros de voltige audacieux qui le rendront plus tard célèbre. À partir de 1949, Dahl apapraît au cinéma. Dahl a sa première expérience dans un film de Junger Film-Union, la société de Rolf Meyer, qui cherche un double pour sauter d'une moto en mouvement dans une mare aux canards. Il postule ensuite chez Real-Film (de) en tant que cascadeur. Son premier film est Ombres du passé où il escalade le mur d'une maison et tombe à travers une verrière. En conséquence, il reçoit de plus en plus de commandes : dans Der Schatten des Hern Monitor (de), lui et Carl Raddatz sont dans une course-poursuite angoissante à travers les caniveaux et les greniers jusqu'au port de Hambourg.
En 1952, le réalisateur Kurt Hoffmann l'engage pour sa comédie Klettermaxe comme cascadeur pour l'acteur principal Albert Lieven et son adversaire. Europa-Verleih fait grimper Dahl sur les murs des maisons de 22 villes ouest-allemandes pour annoncer le film.
Dahl est le premier cascadeur célèbre du cinéma allemand, jouant le rôle de sosie de stars telles que Heinz Rühmann, Curd Jürgens et Kirk Douglas dans une quarantaine de productions.
En 1959, il devient internationalement connu pour une cascade spectaculaire lorsqu'il fait le poirier sur la balustrade du toit de l'Empire State Building à New York. Son saut d'une grue de 47 m de haut dans les docks de Wilhelmshaven, où il se casse la colonne vertébrale et doit passer un an à l'hôpital, attire aussi l'attention. Dahl subit un total de plus de 100 fractures. Selon ses propres déclarations, Arnim Dahl est hospitalisé 37 fois au total au cours de sa carrière de cascadeur.
Pendant une courte période, au début des années 1960, il est également animateur de télévision et artiste dans des programmes pour enfants et jeunes tels que Sport-Spiel-Spannung et Jeux sans frontières. Pendant ce temps, Arnim Dahl devient notamment une partie intégrante du premier programme télévisé de la SDR. Il est présent à partir de 1963 dans la série Gefährlich leben – Einmaleins der Filmartistik et dans la série en dix parties Zirkus Dahl. Dahl est ainsi un personnage central des premiers divertissements pour enfants et jeunes de la SDR.
En tant que cascadeur, Dahl est le visage de nombreuses campagnes publicitaires pour diverses entreprises, pour lesquelles il réalise des cascades audacieuses dans de nombreuses villes allemandes. Par exemple, il est le visage des campagnes publicitaires du groupe d'assurance Deutscher Ring pendant de nombreuses années. Pour Goliath, il saute par la fenêtre d'une pièce du deuxième étage dans un cabriolet Goliath à toit ouvert dans la rue. Les entreprises copient les campagnes publicitaires sinistres des entreprises américaines.
En 1992, à l'âge de 70 ans, Dahl prend sa retraite. Il fait sa dernière apparition en tant que cascadeur fin août 1992 pendant l'Alstervergnügen à Hambourg.
Arnim Dahl meurt le 3 août 1998 à Wedel des suites d'un cancer. Il est enterré au cimetière de Holm (près Pinneberg). La succession de Dahl est remise au Musée du film allemand de Francfort-sur-le-Main en novembre 1998, y compris des enregistrements cinématographiques de ses cascades et de son attirail de cascadeur.

## Filmographie
- 1949 : Ombres du passé
- 1950 : Nur eine Nacht (de)
- 1950 : Der Schatten des Herrn Monitor (de)
- 1950 : Das Mädchen aus der Südsee (de)
- 1952 : Klettermaxe (de)
- 1955 : Mon ami le clown
- 1957 : Zwei Bayern im Harem (de)
- 1958 : Le Brigand au grand cœur (de)
- 1960 : Ohne Gewissen (TV)
- 1963 : Die merkwürdigen Erlebnisse des Hansjürgen Weidlich (série télévisée, 1 épisode)
- 1968 : Wegen Reichtum geschlossen (de)